# Srednje- in vzhodnoevropska spletna knjižnica
Srednje in vzhodnoevropska spletna knjižnica (angleško Central and Eastern European Online Library ali CEEOL) je repozitorij celotno indeksiranih besedilnih dokumentov s področja humanističnih in družboslovnih publikacij iz in o Srednji in vzhodni Evropi. Zbirke vključujejo vire v maternem jeziku iz in o humanističnih in družboslovnih vedah srednje, vzhodne in jugovzhodne Evrope v obliki člankov iz revij, e-knjig in sive literature.
Predmetna področja vključujejo antropologijo, kulturo in družbo, ekonomijo, študije spola, zgodovino, judovske študije, likovno umetnost, literaturo, jezikoslovje, politične in družbene vede, filozofijo, religijo in pravo.
Vsak dan se dopolnjuje, tako da se obseg CEEOL vsak mesec poveča za približno 4.000 na novo vključenih člankov iz revij. Veliko število vključenih revij je zastopanih s popolno arhivsko zbirko. Razvoj zbirke elektronskih knjig CEEOL se je začel leta 2016 in ponuja vedno večje število elektronskih knjig, pa tudi zadnje sezname založb. Projekt zbirke sive literature CEEOL raziskovalcem omogoča dostop do več kot 4 000 enot sive literature.
CEEOL lahko štejemo za virtualnega naslednika Palais Jalta – Ost/West Europäisches Kulturzentrum eV (Vzhodno/Zahodnoevropski kulturni center »Palais Jalta«), neprofitne organizacije, ki je v obdobju 1989-2003 organizirala veliko število simpozijev, političnih in kulturnih razprav ter razstav, s poudarkom na družbi, kulturi in vprašanjih srednje, vzhodne in jugovzhodne Evrope.
Prva različica programa CEEOL je bila razvita leta 1999, do konca leta 2015 pa jo je upravljalo podjetje Questa.Soft GmbH iz Frankfurta na Majni. Prenovljeni repozitorij CEEOL v oblaku je začel delovati 1. januarja 2016, upravlja pa ga podjetje Central and Eastern European Online Library GmbH (CEEOL GmbH) iz Frankfurta na Majni.